# Arauco (ort i Argentina)
Arauco är en ort i Argentina.   Den ligger i provinsen La Rioja, i den norra delen av landet, 1 000 kilometer nordväst om huvudstaden Buenos Aires. Arauco ligger 820 meter över havet och antalet invånare är 13 720.
Terrängen runt Arauco är platt österut, men västerut är den kuperad. Arauco är det största samhället i trakten.
Trakten runt Arauco är ofruktbar med lite eller ingen växtlighet. Runt Arauco är det mycket glesbefolkat, med 6 invånare per kvadratkilometer.